# Arturo Borda
Pour les articles homonymes, voir Borda.
Arturo Borda Gozálvez Calixto, né à La Paz le 14 octobre 1883 et mort le 17 juin 1953, est un artiste-peintre autodidacte, portraitiste, paysagiste et écrivain bolivien. Il fut également journaliste, homme politique, syndicaliste anarchiste et acteur.

## Biographie
Arturo Borda est le fils de José Borda Gozálvez, militaire, et Leonor Gozálvez Motenegro. Cette famille de cinq enfants fait partie de la classe moyenne.
Borda étudie chez les jésuites, puis au Collège Ayacucho. Il ne finit pas ses études secondaires. Sa vocation pour le dessin et l'activité littéraire et poétique se manifeste à l'âge de 16 ans.
Entre 1935 et 1945, Borda vit une histoire d'amour avec une religieuse. Il vit également une histoire d'amour avec l'alcool qui causera sa mort: le tenancier excédé d'une buvette-quincaillerie de la Paz à qui il exigeait un verre d'alcool lui répondit qu'il n'avait que de l'acide à offrir. Arturo Borda déclara que tout ce qu'il voulait était une tasse, et qu'il ne se souciait pas qu'on lui offrît de l'acide ou autre. Le tenancier s’exécuta et Arturo Borda but un verre d'acide chlorhydrique. Il en mourra après trois jours d'agonie. Sa mort a été relatée par l'écrivain bolivien Jaime Sáenz.
Précurseur du socialisme en Bolivie, Arturo Borda fut également le secrétaire général de la «Federación Obrera del Trabajo» de la Paz, une organisation anarcho-syndicaliste,

## Œuvre picturale

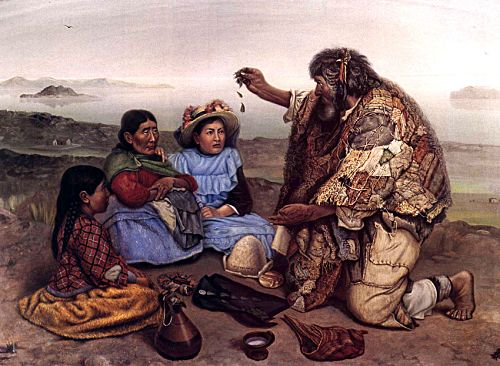
El Yatiri

Arturo Borda a produit plus de trois mille tableaux au cours de sa carrière.
Ses tableaux les plus célèbres sont:
- Mis dos hermanas (Mes deux sœurs, autour de 1916)
- El Yatiri (le Yatiri, 1918)
- Mis padres Leonor Gosálvez y José Borda (Mes parents Leonor Gosálvez et José Borda, 1943)
- La crítica de los ismos y el triunfo del arte clásico (la critique des "ismes" et le triomphe de l'art classique, 1948)

Arturo Borda a également plusieurs fois peint le Nevado Illimani, représentant son attachement à sa ville natale.
En 1966, l'un des critiques d'art les plus importants de l'époque, John Canaday, du New York Times, qualifia le portrait de ses parents comme l'une des œuvres les plus significatives de l'art d'Amérique latine.
Plusieurs de ses œuvres se trouvent dans les musées de La Paz.

## Œuvre littéraire
Depuis 1899, Arturo Borda a collaboré à presque tous les journaux et magazines de La Paz. Il est également l'auteur d'un volumineux ouvrage intitulé «El Loco», « un travail qui défie la classification littéraire », création monumentale qui condense entre autres l'essai, le roman, le journalisme et la critique, écrite de 1901 à 1950 et publiée en 1966 par la ville de La Paz en trois gros volumes de 1659 pages. La première version de cette œuvre datant des années 1930 faisait 8 volumes de 300 pages chacun, qui n'ont pas été toutes publiées pour des raisons politiques.

## Cinéma
Arturo Borda a tourné en 1930 dans Wara Wara, un long métrage du réalisateur bolivien José Maria Velasco Maidana dont il est le scénographe et dans lequel il interprète, Huillac Huma, un grand prêtre inca
. Il a lui-même réalisé Hacia la gloria, en 1932, un court métrage dans lequel il joue également.